# Charly Lownoise

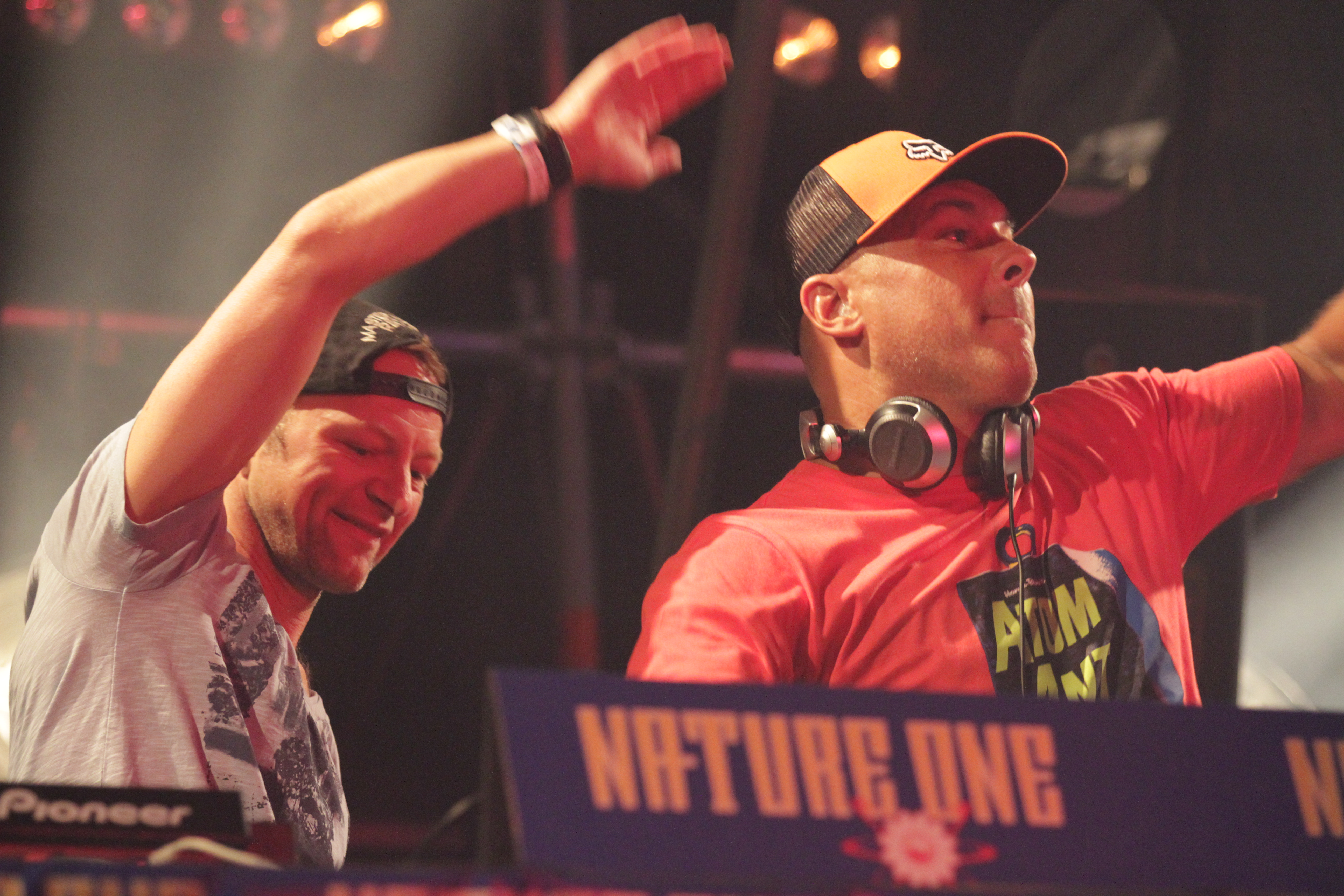
Charly Lownoise (links) en Mental Theo (rechts) in 2013

Charly Lownoise, artiestennaam van Ramon Roelofs (Den Haag, 17 juni 1968) is een Nederlandse happy hardcore-producent.
In 1991 werd hij bekend door Rave this nation onder het RJ's Rule pseudoniem. Al snel veranderde hij z'n artiestennaam naar Charly Lownoise. Voor een Rave the City-feest mocht hij een nummer produceren, dat werd Speed City.
Onder meer door het succes daarvan, ontmoette hij Theo Nabuurs, beter bekend als Mental Theo. Ze wilden dezelfde kant op in de house en gingen als duo verder; Charly Lownoise & Mental Theo. Wonderful Days was hun grote doorbraak, na enkele hardere nummers. Dit was het begin van de happy hardcore. Tussendoor maakte hij ook nog wat eigen producties, waaronder Goodlife, Fluxland en Quest of Thousands onder zijn echte naam.
Hij was een van de initiatiefnemers van het dj-project Bitte ein Beat! onder welke naam tussen 2000 en 2006 in wisselende samenstelling clubavonden en optredens georganiseerd werden begeleid met een gelijknamige cd-reeks.
In 2007 bracht hij een biografie uit: "Autobiografie van een DJ", in 2020 gevolgd door het boek "Zenles in een wereld vol lawaai".
Roelofs is sinds 2009 ook werkzaam als zenleraar.